# Organizacijska struktura
Organizacijsko strukturo predstavljajo dejavnosti, ki so usmerjene k doseganju organizacijskih ciljev. To so dodeljevanje nalog, koordinacija in nadzor. Lahko jo opredelimo tudi kot perspektivo oz. pogled posameznikov na organizacijo, kateri pripadajo in njeno okolje.
Organizacija je lahko strukturirana na več načinov, odvisno od njenih ciljev. Struktura organizacije pa določa načine delovanja. Organizacijska struktura omogoča razdelitev odgovornosti na različne entitete, kot so podružnice, oddelki, delovne skupine in posamezniki. Organizacijska struktura na dva pomembna načina vpliva na delovanje organizacije. Določa temelje standardnih operativnih postopkov in določa kateri posamezniki sodelujejo pri procesu odločanja ter v kolikšni meri bo delovanje organizacije odražalo njihove poglede.
Združevanje ljudi v različne združbe, v primerjavi s posameznikom, omogoča doseganje ciljev v večji meri. Ljudje v združbi imajo skupne cilje, so povezani med seboj in odvisni drug od drugega. Vsaka organizacija, ki združuje več kot enega posameznika, potrebuje določeno obliko organizacijske strukture. Mreža razmerij, ki ljudi povezuje v organizirano skupino, se torej imenuje organizacijska struktura. Člani, ki so povezani v razmerja, dobivajo različne vloge oz. funkcije.
Organizacijsko strukturo si torej lahko predstavljamo tudi kot sestav medsebojno odvisnih funkcij. Organizacijska shema prikazuje načine delovanja verige navodil znotraj organizacije. Organizacijsko strukturo grafično pogosto predstavimo z organizacijsko shemo.

## Enovita in ravnalna struktura
V primeru več povezanih istovrstnih razmerij med ljudmi govorimo o enovitih strukturah. Enovite strukture so: tehnična, komunikacijska, motivacijska in oblastna. V praksi so takšne strukture redke, saj običajno v vzajemnem delovanju obstaja več različnih razmerij sočasno. Enovite strukture se medsebojno prilagajajo in tvorijo zloženo ali ravnalno strukturo s katero so določene zadolžitve, odgovornost, oblast in mesto v komuniciranju vsakega člana združbe.

### Enovite strukture

#### Tehnična struktura
Tehnična delitev dela poteka v treh zaporednih fazah:
- Razčlenjevanje procesa dela ali poslovanja v opravke.
- Povezovanje opravkov v delovne naloge različne kompleksnosti, oblikovanje delovnih mest, podeljevanje delovnih nalog na delovna mesta, povezovanje delovnih mest v oddelke in oddelkov v podjetje.
- Dodeljevanje delovnih nalog v izvedbo članom združbe.

S tretjo fazo je izvedena tehnična delitev dela, s katero pride do povsem tehničnih razmerij in struktur razmerij med člani združbe. Pomembna je zaporednost delovnih mest, medsebojna povezava delovnih nalog ter velikost posameznih oddelkov.

#### Komunikacijska struktura
Delo lahko poteka le z ustrezno komunikacijo med člani združbe. Komunikacijski sistemi, ki bi bili sestavljeni le iz enega oddajnika in enega sprejemnika, so zelo redki. Večinoma komunikacija poteka med večjim številom oseb, tako da se razmerja med njimi razširijo v komunikacijsko strukturo, ki je odvisna od tehnične strukture, strukture avtoritete in ostalih struktur.
Komunikacijska struktura delno nastaja s komuniciranjem, zaradi česar je eden od temeljev, na katerih se gradi organizacijska struktura.  O komunikacijski strukturi govorimo tudi kot o komunikacijski mreži. Glede na to, kako komunikacijsko omrežje vpliva na učinkovitost delovanja združbe, ločimo različne vrste omrežij: zvezda, prstan, omrežje v obliki črke Y, veriga in krmilo. Vrsta komunikacijske strukture bistveno vpliva na način in učinkovitost delovanja posamezne delovne skupine ali združbe kot celote. V različnih komunikacijskih strukturah nastajajo vsebinsko in kakovostno zelo različna razmerja med člani omrežja.

#### Motivacijska struktura
Motivacija pomeni prizadevanje posameznika, da se izkaže z visoko stopnjo napora za doseganje določenega cilja, ob istočasnem zadovoljevanju nekih individualnih potreb. Posamezniki, ki so vključeni v združbo, imajo različne potrebe in cilje, ki vodijo njihovo delovanje. Nastaja mreža ciljev, v strukturi katere se izražajo medsebojna razmerja med posamezniki. Motivacijska struktura se izraža v delovanju ljudi, njihovem komuniciranju in druženju ter temelji na mehanizmu motiviranja.
Motivacijska struktura določa, v katero smer in s kakšno jakostjo se bo razvijalo delovanje posameznikov. Če želimo doseči cilj, ki si ga je zastavila združba, je potrebno usmeriti osebna nagnjenja posameznikov v uresničevanje skupnega cilja. Za uresničevanje ciljev in kakovost opravljene naloge je pomembno, da so posamezniki usposobljeni in motivirani za opravljanje delovne naloge, ki jim je dodeljena.

#### Struktura avtoritete
Avtoriteta predstavlja moč, ki je povezana z usklajevalno delovno nalogo in izvira iz položaja v podjetju. Predstavlja pravico in možnost odločanja in ukrepanja ter predstavlja pričakovanje, da bodo ukazi izvedeni. Viri avtoritete so lahko lastništvo, položaj v podjetju, osebnostna moč, moč nagrajevanja, moč kaznovanja ipd.
Izvršitev skupne naloge glavni manager delegira oz. prenaša na svoje podrejene. Na njih prenaša del zadolžitve, ki izvira iz tehnične strukture, in del odgovornosti, povezane z motivacijsko strukturo. Poleg tega pa mora na podrejene prenesti še moč ali oblast. Dolžnost, odgovornost in avtoriteta morajo biti v medsebojno skladnem razmerju.
V procesu delegiranja se tvorijo razmerja, ki jih imenujemo hierarhija, iz katere vidimo kdo je komu nadrejen oz. podrejen. Hierarhična lestvica obsega več ravni, od katerih ima vsaka svoje pristojnosti. Hierarhična lestvica predstavlja vertikalno razsežnost oblastne strukture. Število podrejenih instanc eni nadrejeni instanci se imenuje kontrolni razpon in predstavlja horizontalno razsežnost oblastne strukture. Obe razsežnosti skupaj tvorita hierarhično piramido, ki je značilna oblika oblastne strukture. V primeru, da vrh piramide zadrži večino oblasti, govorimo o centralizaciji, nasprotno pa o decentralizaciji odločanja.

### Ravnalna struktura
Z ravnalno strukturo je opredeljena zadolžitev, odgovornost, avtoriteta in mesto v komuniciranju vsakega posameznika v podjetju, določen je njegov položaj. Ravnalna struktura je sestavljena iz razmerij pooblastil (oblastna struktura), razmerij delovnih dolžnosti (tehnična struktura) in razmerij odgovornosti (motivacijska struktura).
Poznamo več tipov hierarhične ravnalne strukture:
- Linijski tip: Temelji neposredno na tehnični delitvi dela. Nadrejeni svojo dolžnost, odgovornost in avtoriteto razdeli na delovne naloge, ki jih delegira podrejenim. Vsak podrejeni ima samo enega nadrejenega in njemu odgovarja za celotno nalogo.
- Funkcionalni tip: Nadrejeni razdeli svojo delovno nalogo po dveh kriterijih hkrati. Po prvem kriteriju razdeljeno delo dodeli v izvedbo izvajalcem, po drugem kriteriju pa isto nalogo razdeli na specialistična opravila, ki jih delegira podrejenim funkcionalnim managerjem. Vsak podrejeni ima torej več nadrejenih funkcionalnih managerjev, ki jim odgovarja samo za določen funkcionalni del naloge.
- Štabno - linijski tip: Je kombinacija linijskega in funkcionalnega. Od funkcionalnega tipa prevzema funkcionalno specializacijo, vendar ohranja jasno komandno linijo linijskega tipa. Funkcionalni specialisti nimajo več neposredne oblasti, temveč le svetovalno vlogo.
- Odborovski tip: Pri tem tipu ravnalne strukture se v linijsko organizacijo uvrščajo tudi odbori, katere sestavljajo linijski managerji iste ali različnih hierarhičnih stopenj, lahko pa tudi drugi strokovnjaki.

Poznamo pa tudi nehierarhične vrste ravnalnih struktur, kjer je potrebno omeniti zlasti timski ali projektni pristop. Razmerja med člani tima so nehierarhična, vloga vodje tima temelji zlasti na osebnosti in znanju in ne toliko na njegovem položaju. Glej tudi komunikacija v timu.

## Mehanska vs. organska organizacija
Ločimo dve skrajni možnosti organizacije – mehansko in organsko. Ločita se po pravilih delitve dela, discipline, avtoritete, enotne komande, stabilnosti zaposlenih in podrejenosti posamičnih interesov skupnim interesom.

### Mehanska
Za mehansko organizacijo je značilno navpično usklajevanje. V hierarhiji ni horizontalnih povezav. Organizacija je zgrajena po načelu hierarhije z ozkim kontrolnim razponom, komunikacija poteka enosmerno od organizacijskega vrha navzdol. Centralizacija odločanja pomeni, da vrhovni vodja organizacijo v celoti obvladuje. Značilna je tudi visoka standardizacija, ki zagotavlja da organizacija deluje po vnaprej pripravljenih planih. Visoka stopnja formalizacije pa določa, da so v organizaciji pomembna zlasti pravila. Mehanska organizacija je učinkovita samo v stabilnem okolju. Ker se preveč zanaša na pravila in procedure, je toga in počasna v prilagajanju spremembam.

### Organska
Za organsko organizacijo je značilno timsko delo, večsmerne, ne le vertikalne komunikacije, majhna stopnja formalizacije in standardizacije, nizka specializacija in močna decentralizacija. Organska organizacija ima ohlapno opredeljena delovna mesta in njihove naloge. Predstavlja bolj fleksibilno obliko organizacije, ki temelji na decentralizaciji in avtonomiji, samoorganiziranju in sodelovanju Komuniciranje med različnimi položaji predstavlja obliko svetovanja, ki poteka tako horizontalno kot vertikalno. Hierarhija sicer obstaja, vendar je bolj odraz znanja in sposobnosti, pripadnost zaposlenih pa je v organski organizaciji večja kot v mehanski.
V razmerah hitro spreminjajočega se okolja, ki zahteva fleksibilnost in prilagajanje delovanja podjetij, je organska struktura organizacije najbolj učinkovita. Od zaposlenih, ne glede na to kateri hierarhični ravni pripadajo, zahteva iznajdljivost in sposobnost oblikovanja novih rešitev. Organska oblika organizacije je primerna zlasti za manjša in srednje velika podjetja, kjer je inovativnost zaposlenih zelo pomembna. Z rastjo podjetja se začnejo kazati pomanjkljivosti organske organizacije pri usklajevanju dela, zato je za velika podjetja boljša bolj formalizirana organizacija, kar obenem pomeni premik proti mehanski organizaciji.

## Oblike organizacijskih struktur
Pri organiziranju in oblikovanju organizacijskih struktur upoštevamo naslednja načela strukturiranja:
- Centralizacija – naloga se opravlja na enem mestu. Prednosti centralizacije so specializacija, ugoden vpliv na stroške, enotna poslovna politika in enoten nastop na trgu.
- Decentralizacija – ista naloga se opravlja na več mestih. Njene značilnosti se kažejo v večji svobodi posameznikov in skupin, večji odgovornosti pri delu in višjih stroških poslovanja.
- Specializacija – opredeljevanje posebnih nalog in njihovo dodeljevanje posameznikom ali delovnim skupinam, ki so za njihovo izvajanje usposobljeni.
- Standardizacija – vsak zaposleni opravlja delo na enoten in konsistenten način.
- Koordinacija – usklajevanje procesov glede na cilj delovanja.
- Avtoriteta

Glede na načela strukturiranja razlikujemo različne oblike organizacijskih struktur.

### Enostavna organizacijska struktura
Gre za najpreprostejšo obliko organizacijske strukture. Vse kar se v podjetju dogaja, je odvisno od glavnega managerja, ki je v večini primerov tudi lastnik podjetja. Obstaja zelo malo organizacijskih enot ali pa jih sploh ni. Odgovornosti so jasne, reagiranje hitro, komuniciranje pretežno ustno. Enostavna organizacijska struktura je primerna le za zelo majhna podjetja. Je zelo fleksibilna, kar se kaže v manjši formalizaciji in pripravljenosti zaposlenih, da sprejemajo nove naloge.

### Poslovno-funkcijska organizacijska struktura
Značilnosti poslovno-funkcijske organizacijske strukture sta delitev druge hierarhične ravni na podlagi poslovnih funkcij (kadrovska, nabavna, proizvodna, prodajna, finančna) ter centralizacija odločitev s pomočjo linijskega tipa managementa. Poslovno-funkcijska organizacijska struktura je primerna za majhna in srednje velika podjetja, ki imajo en proizvod ali program podobnih proizvodov, pretežno rutinsko tehnologijo ter delujejo v stabilnem in ne preveč kompleksnem okolju. Kadar podjetje ni preveliko, tovrstna organizacijska struktura omogoča razvoj strokovnih znanj, zagotavlja karierno pot strokovnega osebja in učinkovito izkoriščanje zmogljivosti. Njena največja pomanjkljivost je premajhna fleksibilnost, saj se zaradi visoke stopnje specializacije zaposlenih struktura težko prilagaja spremembam, komuniciranje je počasno in odločitve se sprejemajo izredno počasi.

### Divizijska organizacijska struktura
Za odpravo težav poslovno-funkcijske organizacijske strukture se je razvila divizijska organizacijska struktura, ki je decentralizirana (posamezne funkcije organizirane decentralizirano na ravni proizvodnega programa ali panoge znotraj podjetja). Podjetje torej razdelimo na relativno avtonomne enote, ki jim pravimo divizije. Vsaka divizija pokriva določen program ali trg in ima svoj management. Vse globalne odločitve pa se sprejemajo na najvišji managerski ravni. Prednost tovrstne strukture je njena fleksibilnost, visoka koordinacija znotraj poslovnih enot, decentralizacija odločanja in hitro odzivanje na zahteve trga. Slabosti pa so nepovezanost med poslovnimi enotami, težnja po prevelikem osamosvajanju posameznih proizvodnih programov in povečana možnost zanemarjanja dolgoročnih strateških usmeritev. Divizijska organizacijska struktura je prevladujoča oblika notranje razdelitve delovnih področij v večjih in velikih podjetjih z nerutinsko tehnologijo in razmeroma veliko neodvisnostjo med proizvodnimi programi.

### Matrična organizacijska struktura
Matrična organizacijska struktura predstavlja kompromis med funkcijsko in divizijsko organizacijsko strukturo, tako da na vertikalno strukturo položi horizontalno strukturo pristojnosti, vpliva in komunikacije Glavna značilnost tovrstne strukture je, da so posamezni oddelki hkrati odgovorni poslovno-funkcijskemu managerju in produktnemu/projektnemu managerju. Gre torej za decentralizirano obliko, ki je prožna in okolju prilagodljiva, pretežno organska ter nizko formalizirana. Je razmeroma stalna in omogoča tako učinkovitost, kot tudi spreminjanje.
Matrična organizacijska struktura je lahko produktna ali projektna. Projektno-matrična organizacijska struktura je podobna produktno-matrični organizacijski strukturi, vendar se od nje razlikuje po tem, da so projekti občasni in gre za usklajevanje strokovnih, neponavljajočih se del. Njen namen je uresničili tiste cilje, ki zahtevajo visoko usklajenost posameznih projektnih aktivnosti, ki jih z ustaljeno strukturo ni mogoče doseči. Projektno-matrična organizacijska struktura je prisotna v podjetjih, ki redno izvajajo multidisciplinarne projekte. Člani projektne skupine opravljajo svoje redno delo in so le občasno dodeljeni za delo na projektu.
Produktno-matrična organizacijska struktura:

Projektno-matrična organizacijska struktura:

Prednost matrične organizacijske strukture je zlasti zmanjšanje neusklajenosti v delovanju posameznih poslovnih funkcij, slabosti pa so obsežna koordinacija in povezovanje med posameznimi funkcijskimi področji, dvojna odgovornost in velike zamude pri odločanju.

### Hibridna organizacijska struktura
Podjetja v današnjem kompleksnem okolju, namesto izključno ene izmed tradicionalnih oblik organizacijskih struktur, uporabljajo hibridne strukture, kar pomeni, da kombinirajo značilnosti več tradicionalnih oblik. V praksi se hibridna organizacijska struktura uporablja za doseganje ekonomičnosti in ravnotežja med centralizacijo in decentralizacijo posameznih poslovnih funkcij. Določene delovne naloge nekaterih poslovnih funkcij se izvajajo na nivoju podjetja za potrebe vseh njegovih delov, medtem ko se preostale naloge teh istih funkcij izvajajo znotraj posameznih divizij. Na istem organizacijskem nivoju se kombinirata dva načela razčlenjevanja in grupiranja nalog.
Prednost hibridne organizacijske strukture je boljša usklajenost med cilji podjetja in cilji poslovnih enot, slabost pa je, da posamezne organizacijske enote zaradi svoje nefleksibilnosti razvijajo le določene poslovne funkcije.

### Mrežna organizacijska struktura
Mrežna organizacijska struktura ponazarja princip outsourcinga. Management v podjetju se odloči za izvajanje samo tistega dela dejavnosti, ki predstavlja ključne prednosti, vse ostalo pa daje v izvajanje zunanjim specialistom. Prednost tovrstne organizacijske strukture je visoka fleksibilnost, izraba človeških virov, večja učinkovitosti, znižanje stroškov, omogočanje prestrukturiranja fiksnih stroškov v variabilne ter povečana kakovost proizvodov. Glavna slabost pa je odvisnost od drugih partnerjev v mreži.

### Virtualna organizacijska struktura
Virtualna organizacijska struktura predstavlja obliko neprestano razvijajoče se mreže neodvisnih organizacij z namenom medsebojne delitve sposobnosti, stroškov in dostopov do skupnih trgov. Vsako podjetje, ki se z drugimi podjetji poveže v virtualno mrežno organizacijo, mora določiti svoje ključne sposobnosti in povezave s ključnimi sposobnostmi ostalih podjetij. Gre za obliko povezovanja posebnega skupnega znanja različnih podjetij v skupno nalogo. Oblikovanje virtualnih organizacijskih struktur omogoča sodobna informacijska tehnologija, medsebojno komuniciranje poteka preko računalniškega omrežja, v katerega so vključeni tudi dobavitelji in kupci, kar omogoča zagotavljanje dobav ob pravem času in sodelovanje kupcev pri razvoju želenega izdelka.
Prednosti virtualne organizacijske strukture so prilagodljivost in dinamičnost, razpršenost tveganja, specializacija po ključnih sposobnostih posameznih članov, nižanje stroškov poslovanja in kakovostna storitev. Slabosti pa so prevelika specializacija, ki lahko privede do rigidnosti, možnost zlorabe poslovnih skrivnosti in prevelika centralizacija okrog povezovalnega podjetja. 

### Timska ali procesna organizacijska struktura
Tim lahko opredelimo kot stalno ekipo, v kateri sodelujejo strokovnjaki iz različnih področij.
V projektno-matrični organizacijski strukturi udeleženci poleg dela na projektih opravljajo tudi svoje redno delo. Če pa število projektov naraste in je potrebno neprestano delo na njih, potem ekipa postane stalna in tako dobimo timsko organizacijsko strukturo.